# Stephen Full

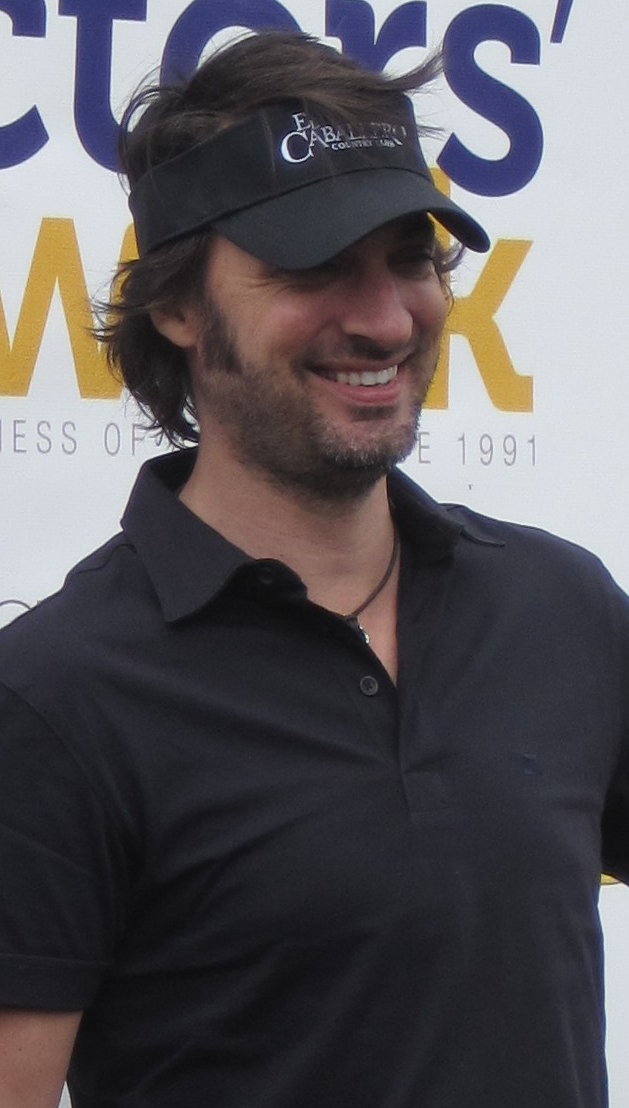
Full em 2011

Stephen Full (Chicago, Illinois, 13 de novembro de 1970) é um ator e comediante estadunidense.

## Vida pessoal
Full casou-se com a atriz Annie Wersching em sua casa em Los Angeles em 2009. O casal tem três filhos.

## Filmografia

### Séries
- Sons of Thunder como Jackson
- Bones como Waiter
- Hannah Montana como Diretor
- iCarly como Cliente
- I'm in the Band como Ash Tyler
- Victorious como Professor substituto
- Castle como Benny
- Stan o cão blogueiro como Stan